# Битва при Хексеме
Битва при Хексеме (англ. Battle of Hexham) в войне Алой и Белой розы состоялась 15 мая 1464 года и стала концом сопротивления Ланкастеров на севере Англии в начальный период правления Эдуарда IV.
Джон Невилл c 4 000 солдатами противостоял восставшим Ланкастерам. Большая часть их лидеров сдалась или была убита, включая Генри Бофорта Филиппа Вентворса. Но Генрих VI спасся бегством на север.
После этого осталось только несколько замков, которые сдались Йоркам в течение года. В итоге правлению Эдуарда IV ничто не угрожало до тех пор, пока Ричард Невилл не перешёл на сторону Ланкастеров.

## Сражение
Точной информации о силах сторон, их расположении и ходе битвы нет.
Лагерь Сомерсета находился около моста Лайннелс через реку Девилс-Уотер к югу от Хексема. Солдаты Невилла 12-13 мая промаршировали до Хэксема, и 14 заняли позиции для атаки противника. На стороне Йорков была внезапность, и противник не смог подготовиться к нападению.
Считается, что Сомерсет направил свои силы в район около моста, развернув их в 3 отделения. Едва воины Ланкастеров заняли свои позиции, как йоркисты оказались выше них. Увидев солдат Йорков, отряд под командованием лорда Роса начал убегать через Девилз-Уотер в Хексем ещё до нанесения удара. Остатки сил Сомерсета были в безнадёжной ситуации, окружённые и неспособные маневрировать.
Сторонники Ланкастеров были морально ослаблены, и после небольшого сопротивления остатки армии Сомерсета были оттеснены в реку пехотой Йорков, где и были пленены.

## Итоги
Джон Невилл захватил 30 знатных сторонников Ланкастеров, которых казнил в Хексеме вечером после сражения, включая лорда Роса и Сомерсета. Сэр Уильям Тэйлбойс был захвачен и казнён вскоре после того, как попытался сбежать на север с 2000 фунтов военного фонда Генриха VI. С его гибелью и потерей денег ланкастерское сопротивление на севере Англии было сломлено. За этим последовал период мира, пока граф Уорик не перешёл на сторону Ланкастеров в 1469 году и война не началась снова.
Поражение при Хексеме и сдача замков Нортумберленда положили конец ланкастерскому восстанию в Нортумберленде. Генрих VI оставался на свободе ещё год, прежде чем попал в плен, его сторонники были либо мертвы, либо захвачены в плен.